# PARANOiA
『PARANOiA』（パラノイア）は、コナミアミューズメント（初代の同名曲発表当時はコナミ）の音楽ゲーム『Dance Dance Revolution（以下DDR）』シリーズに登場する楽曲と、本曲が初代に位置づけられる楽曲シリーズの総称である。

## 概要
300を超えるDDRシリーズの楽曲の中で、初代DDRにオリジナルが収録された当時から高難易度の曲（ボス曲）として収録され続けてきた。主に、NAOKIの名義で作曲活動を行ない後にカプコンに移籍した、DDR元サウンドプロデューサー・前田尚紀（以下、NAOKI）の処女作として、「180」という名義で発表された一番低速な初代『PARANOiA』でも、BPMは180BPM前後を記録している。また、作曲活動を主にTAGという名義で行なう元DDRサウンドディレクター・田口康裕により、CLIMAX of MAXX 360という名義でDDR X3 VS 2ndMIXで発表された、2022年現在の最新リミックス『PARANOiA Revolution』では360BPMもある。その上DIFFICULT以上の上位譜面では、8分のテンポで矢印が置かれているため、さらに難易度が高くなっている。
ちなみに、NAOKIは本楽曲に類似した名前の「HYSTERIA」「HYPNOTICA」などといった楽曲も作曲した。その後同人以外のアーティストにより、派生バージョンが作られた。以下の説明において、作曲者について触れられていない場合は、全てNAOKIによる作曲である。
なおタイトルの「PARANOiA」のiは、基本的に小文字だが一部楽曲では大文字である。これは元々は、曲バナーに使用されたフォントのIの表記が「i」のようになっていたことから。
ゲーム中の楽曲のイメージ画像には、同社の3D対戦型格闘ゲーム『ファイティング武術』の登場キャラクター「金剛寺鉄心（こんごうじ てつしん）」をモデルにしたロボット「鉄心」の画像が使用されている場合が多い。

## シリーズ

### PARANOiA
- 初登場…初代DDR
- アーティスト…180
- BPM…170〜184

前述の通りNAOKIによるオリジナル楽曲、および処女作として発表された。またSINGLEの全難度の譜面が、収録されている他の楽曲の譜面から切り貼りして作成されているという特徴がある（これはPARANOiA MAX、PARANOiA Rebirthにもいえる）。
初代DDR稼働開始当時から高難度譜面として注目を集め、登場から20年近く経った現在においても当楽曲のBASIC譜面をクリア出来るか否かが初心者プレイヤー卒業の判断基準として認知されている。
別譜面
PARANOiA (X-Special)
アーケード版『DDR X』に収録された隠し譜面。EXTRA STAGEにのみ出現。

### PARANOiA MAX 〜DIRTY MIX〜
- 初登場…DDR 2ndMIX
- アーティスト…190
- BPM…190

一部の作品では表記ゆれが見られ、『DDR SuperNOVA2』以前の選曲画面上の表記は「PARANOiA MAX (DIRTY MIX)」、旧盤の『Dance Dance Revolution 2ndMIX ORIGINAL SOUND TRACK』での表記は「PARANOIA MAX(DIRTY MIX)」など、大文字や括弧書き表記をされていたことがある。『DDR 2ndMIX』では高得点を取る事で出現する。
MANIAC譜面（現EXPERT譜面）には通称「61連」と呼ばれる当時最長の連続8分配置があったため、数多くのプレーヤーを苦しめた。
別譜面
PARANOiA MAX 〜DIRTY MIX〜 in roulette
譜面のみ「PARANOiA」のものに変更された「PARANOiA MAX」。通称「偽パラMAX」。『DDR 2ndMIX』において、本物の「PARANOiA MAX」の出現条件を満たしていない状態のランダム選曲で「PARANOiA MAX」を引き当てるとこちらのバージョンになるが、実は譜面が初代「PARANOiA」と全く同じである。語尾に「in roulette」とつくのはスコア記録一覧の際の名称であり、バナーには表記されない。バナーやCDの色合いが本家と比べて暗く、これで判別することができる。『DDR 2ndMIX LINK VERSION』ではALL MUSICモードで通常選曲可能になったが、後のDDRシリーズでは長らく収録されなかった。
後に『DDR X3 VS 2ndMIX』の「2ndMIXモード」において再現されて再び登場したが、同作では条件が当時とは逆になっており、本物の「PARANOiA MAX」の出現条件を満たした状態でランダム選曲すると出現するようになっていた。
PARANOiA MAX 〜DIRTY MIX〜 (X-Special)
アーケード版『DDR X』に収録された隠し譜面。ENCORE EXTRA STAGEにのみ出現。
PARANOiA MAX 〜DIRTY MIX〜 in roulette (X-Special)
アーケード版『DDR X』に収録された隠し譜面。ENCORE EXTRA STAGEにのみ出現。元曲の特性通り、譜面はPARANOiA(X-Special)と全く同じ。
PARANOiA MAX 〜DIRTY MIX〜 (SMM Special)
家庭用版『DDR X』に収録された隠し譜面。『X』以前に収録された各PARANOiAの譜面をつなぎ合わせているほか、譜面速度変化が大量に盛り込まれている。BPMは95 - 380。
別バージョン
betmania（5鍵）版
『beatmania 4thMIX』、『5thMIX』、『complete MIX2』、『THE FINAL』、および『beatmania III』全シリーズには、元バージョンより長さが短くなり後半のフレーズがカットされた、多少アレンジの異なるバージョンが収録されている。これは、当時の『beatmania』において基板性能が足りず、本曲をそのまま移植することが出来なかったため。また、後に性能が向上した『beatmania III』シリーズでも『beatmania』オリジナルの音源を尊重し当時のまま収録された。ゲーム上のジャンルは「JUNGLE」。家庭用ではPlayStation版『beatmania APPEND 4thMIX』、『APPEND 5thMIX』、『BEST HITS』に収録。
PARANOiA MAX (FUNKY BLEEP MIX)
『beatmania complete MIX2』と『THE FINAL』、および『beatmania III APPEND CORE REMIX』以降の『III』全シリーズに上記のANOTHER譜面として収録。SLAKEこと藤井岳彦がDEPROGRAM MANという名義で、上記『beatmania』版のキー音の配置を変更してリミックスしたバージョン。原曲から曲構成が大幅に変化している。家庭用ではPlayStation版『beatmania APPEND GOTTAMIX2』に収録。
PARANOiA MAX -DIRTY MIX- beatmania-da!! special version
タイピングソフトであるパソコン版『beatmania BEST打!!』およびPlayStation 2版『beatmania打打打!!』に収録。上記『beatmania』版をベースにロングバージョンとして引き伸ばしてアレンジしたもの。ロングではあるが『beatmania』版がベースのため、原曲における終盤のフレーズはない。隠し曲であり、両作品とも最初から遊べる全曲をクリアするか、『打打打!!』ではセレクト画面で「TEKUMAKUMAYAKONPARANOIAWODASHITENE@」と入力すると出現する。
beatmania IIDX版 (ANOTHER譜面)
『beatmania IIDX substream』ではオリジナルバージョンが収録されたが、ANOTHER譜面は脇田潤によってキー音配置変更が行われたアレンジバージョンとなっている。ゲーム上のジャンルは「JUNGLE」。アーケード版『IIDX』シリーズでは『7th style』で「MAX 300」と入れ替わりに一旦削除されたが、『17 SIRIUS』以降より復活再収録された。家庭用ではPlayStation 2版『3rd style』と『6th style』にて収録。
アーケード版『DDR』シリーズにおいても、このANOTHER譜面でのアレンジ楽曲を『CLUB VERSION 2』によるセッションでプレイできたが、ステップ譜面は通常のものと同じだった。家庭用では、PlayStation版『Dance Dance Revolution 2nd ReMIX APPEND CLUB VERSION Vol.2』およびドリームキャスト版『Dance Dance Revolution CLUB VERSION Dreamcast Edition』にて、アーケード版では通常のクラブバージョン譜面と全く同じだったステップ譜面を再現した「PARANOiA MAX (DIRTY MIX) CLUB ANOTHER VERSION」と、家庭用で独自に追加された隠し譜面「PARANOiA MAX (DIRTY MIX) CLUB ANOTHER VERSION 2」として収録された（音源はどちらも同一）。後に北米PS2版『DDR MAX』にも収録されたが、グラフィックは後者だが譜面は前者（つまり通常版と同じ譜面）になっている。
Jet World + DROP OUT + PARANOiA MAX TYPE 2
『Dance Maniax』に収録されたメドレー曲。エクストラステージとして、泉陸奥彦の楽曲である「JET WORLD」、およびNAOKIが「NW260」名義で発表した「DROP OUT」とつなげてメドレーにしたもの（アーティストは「Non Stop Mix Special」名義）。タイトルに「TYPE 2」とある通り、原曲からさらにリミックスが施されている。

### PARANOiA KCET 〜clean mix〜
- 初登場…家庭用初代DDR（アーケード版(AC)初登場は『DDR 2ndMIX LINK VERSION』）
- アーティスト…2MB
- BPM…180

U1こと浅見祐一(以下、U1)による「PARANOiA」のリミックス。タイトルの「KCET（ケイシーイーティー）」は、当時家庭用DDRの開発を担当した「コナミコンピュータエンタテインメント東京」の略称である。U1自身は、同名義ではオリジナル楽曲「MAKE A JAM!」でデビューした。以降、U1は2MBという名義でNAOKIによる、DDRオリジナル曲のリミックスを多数発表する。この曲も、上記「MAX」と同様一部の作品では、「PARANOiA KCET (clean mix)」という表記ゆれが見られる。
「PARANOiA Rebirth + KCET 〜clean mix〜」については「PARANOiA Rebirth」の節を参照。

### PARANOIA EVOLUTION
- 初登場…DDR Solo BASS MIX
- アーティスト…200
- BPM…200

DDR Solo BASS MIXで初収録。稼働当初は隠し曲であり、NONSTOPの中の一曲としてか、通信プレイで特定の条件を満たした時のみプレイ可能だった。その後EXTRA STAGEにてプレイ可能になり、最終的にはオペレーターコマンドにより常にプレイできるようになった。
DDR4thにてDDRのメインストリームに収録される。
別譜面
PARANOiA EVOLUTION (X-Special)
アーケード版『DDR X』に収録された隠し譜面。ENCORE EXTRA STAGEにのみ出現。

### PARANOiA Rebirth
- 初登場…DDR 3rdMIX
- アーティスト…190'
- BPM…190

当初、3rdMIX以降は凍結する予定だった、PARANOiAシリーズの続編希望による声によって収録されたものである。
SINGLEのSSR譜面（現EXPERT譜面）は、同作当時SINGLEの最多ノート数を誇った（433ノート。ちなみにDOUBLEはDEAD END/SSRの455ノート）。BPM260のDROP OUTが、2ヶ月後に稼動したSolo 2000に搭載されたため、PARANOiAシリーズ=最高速では無くなった。
別譜面
PARANOiA Rebirth (X-Special)
アーケード版『DDR X』に収録された隠し譜面。EXTRA STAGEにのみ出現。
別バージョン
PARANOiA Rebirth + KCET 〜clean mix〜
ゲームには未収録、サウンドトラック『Dance Dance Revolution 3rdMIX ORIGINAL SOUNDTRACK』のDisc2（NONSTOP MEGAMIX）に収録。上記KCETと合体させてKCPによりリミックスされた。

### PARANOiA ETERNAL
- 初登場…DDR 5thMIX
- アーティスト…STM200
- BPM…200

STM200こと松本タケシによる「PARANOiA」のリミックス。2001年に行われた「Dance Dance Revolution 5thMIX アーティスト・オーディション2001」のREMIX部門入賞作として、一般公募により採用された。なお、『DDR EXTREME』に再収録される際に譜面がほぼ全て変更されており、そのうち同作のSINGLE/EXPERT譜面とDOUBLEの全譜面は編曲者であるSTM自身が製作している。
別譜面
PARANOiA ETERNAL (X-Special)
アーケード版『DDR X』に収録された隠し譜面。EXTRA STAGEにのみ出現。

### PARANOIA survivor
- 初登場…DDR EXTREME
- アーティスト…270
- BPM…135-270

2作の間隔を開け登場した。
PARANOiAシリーズ初の譜面速度変化を導入。

### PARANOIA survivor MAX
- 初登場…DDR EXTREME
- アーティスト…290
- BPM…145-290

『beatmania IIDX 9th style』にも移植されている（が、その後14 GOLDで「Fascination MAXX」と入れ替わりに削除）。BASIC/DIFFICULT/EXPERT譜面は、『Survivor』に存在しない終盤部分を除いて同曲の各譜面によるミラー譜面になっている。BEGINNER譜面は終盤部分を除くと『Survivor』と全く同じ譜面。

### PARANOiA -Respect-
- 初登場…DDR PartyCollection（AC初登場は『DDR SuperNOVA』）
- アーティスト….3k
- BPM…300

Sota Fujimoriこと藤森崇多による「PARANOiA」のリミックスである。.3kというアーティスト名は、この曲のBPMが300(=0.3k、k=1000)である事とThanksを掛けていると言われている。

### PARANOiA 〜HADES〜
- 初登場…DDR SuperNOVA2
- アーティスト…αTYPE-300
- BPM…75-300

作曲者はjunこと辛島純子。2006年に行われた「Dance Dance Revolution復活記念祭」の公約で作られたもの。後に『beatmania IIDX 15 DJ TROOPERS』へ移植されている。

### PARANOiA Revolution
- 初登場…DDR X3 vs 2ndMIX
- アーティスト…CLIMAX of MAXX 360
- BPM…180 - 360

作曲者はTAGこと田口康裕。アップデートで2ndMIXモードに追加された、2023年現在最新のPARANOiAシリーズ。MANIAC(EXPERT)譜面はMAXからX2までのボス曲と過去PARANOiAシリーズから譜面が引用され、ある種での原点回帰を果たしている。CHALLANGEではSP/DPともにDDR史上最高難易度である19。
ちなみに、公式の曲紹介によるとクリエーターとして新しい概念を作るべきか、過去の概念を振り返ってみるかどうか悩んでいたとのことだが、2ndMIXのテストプレイをやって「プレイヤーの自分が望むものとしたら、やはりPARANOiAのリミックスをやるしかない」と決めた旨も書かれている。

### PARANOiA (kskst mix)
- 初登場…Dance Dance Revolution X3 vs 2ndMix
- アーティスト…180
- BPM…190

kors kこと斎藤広祐による「PARANOiA」のリミックスである。サウンドトラック『Dance Dance Revolution 2ndMIX ORIGINAL SOUNDTRACK (復刻版)』に収録され、サントラのブックレットによると、他のPARANOiAシリーズとは異なりKONAMIではなく、EMI MUSIC JAPANによるライセンス扱いとなっている。また、アーティスト名は180だがBPMは190で一致していない。

### その他のアレンジ
PARANOiA jazzy groove + TRIP MACHINE CLIMAX + DEAD END
『Dance Maniax 2nd MIX』に収録されたメドレー曲。NAOKIによる他の曲とメドレーにしたおり、ジャズアレンジが施されている（アーティストは「Non Stop Mix Special」名義）。EXTRA曲として登場するほか、隠しコマンドで単体選曲も可能。
『DMX 2ndMIX append JPARADISE』では、特定コースクリア時のEXTRA曲として、通常譜面のほかに「ny edit」「os edit」「ss edit」「sy edit」「tt edit」「ys edit」の6種類の別譜面が存在している。
paranoia (bounce connected mix)
TaQのアルバム『bounce connected』に収録されたリミックス。